# Liessies
Liessies [ljɛsi] ist eine französische Gemeinde mit 529 Einwohnern (Stand: 1. Januar 2022) im Département Nord in der Region Hauts-de-France. Sie gehört zum Arrondissement Avesnes-sur-Helpe und zum Kanton Fourmies. Die Einwohner werden Laetitiens genannt.

## Geographie

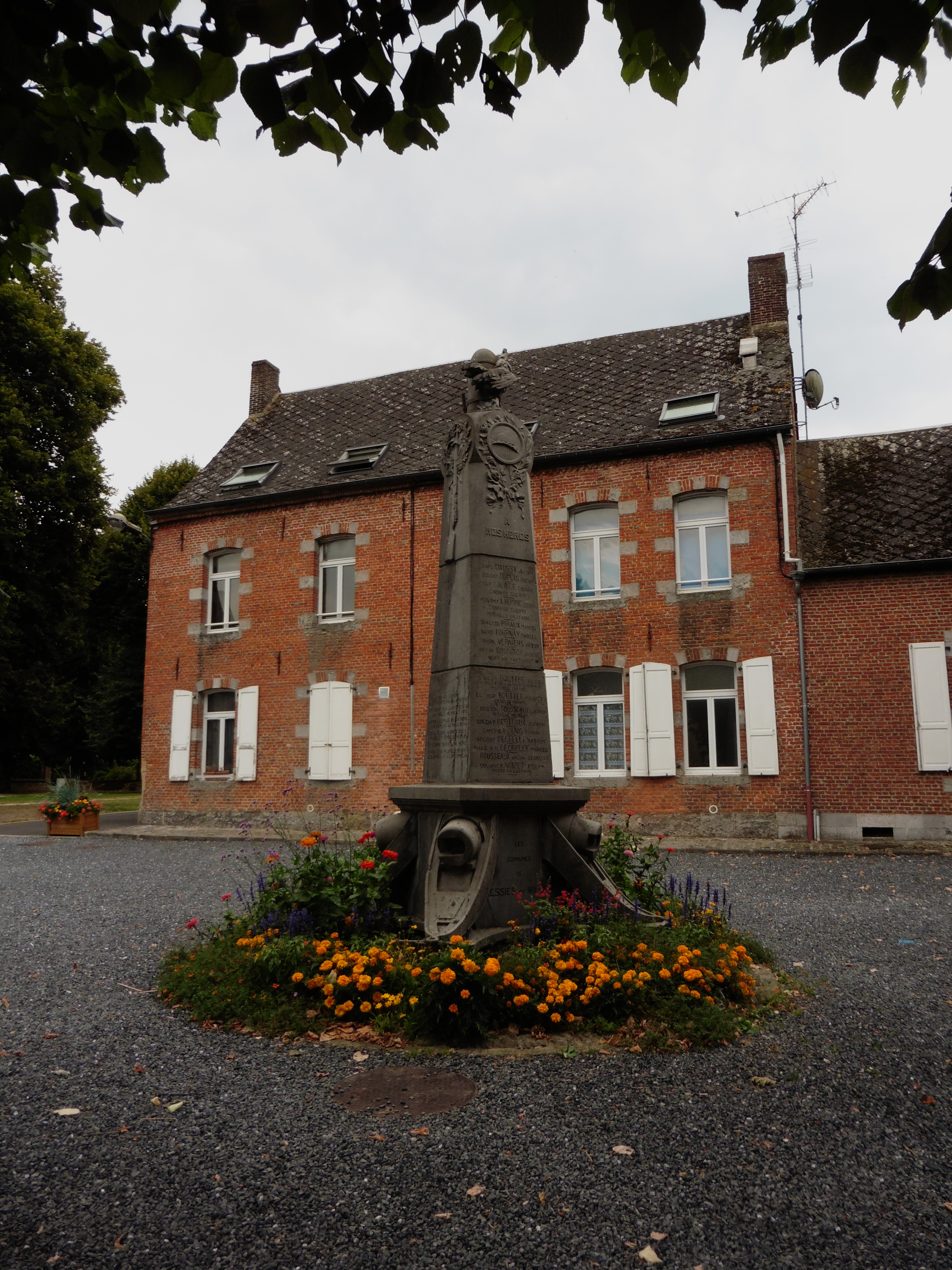
Mairie (Rathaus) und Gefallenendenkmal

Liessies liegt etwa 19 Kilometer südsüdöstlich von Maubeuge an der Helpe Majeure. Nachbargemeinden von Liessies sind Felleries im Norden, Willies und Eppe-Sauvage im Osten, Trélon im Südosten und Süden, Sains-du-Nord im Süden und Südwesten sowie Ramousies im Westen.

## Bevölkerungsentwicklung
| Jahr                       | 1962 | 1968 | 1975 | 1982 | 1990 | 1999 | 2006 | 2013 | 2020 |
| Einwohner                  | 661  | 638  | 597  | 513  | 531  | 501  | 531  | 533  | 534  |
| Quellen: Cassini und INSEE |      |      |      |      |      |      |      |      |      |

## Sehenswürdigkeiten
- Kirche Saint-Jean
- Kirche Saint-Lambert
- Kapelle Sainte-Hiltrude
- Reste des früheren Benediktinerklosters von Liessies, 751 gegründet
- Schloss La Motte, heute Hotel
- Brücke und Mühle am Helpe Majeure

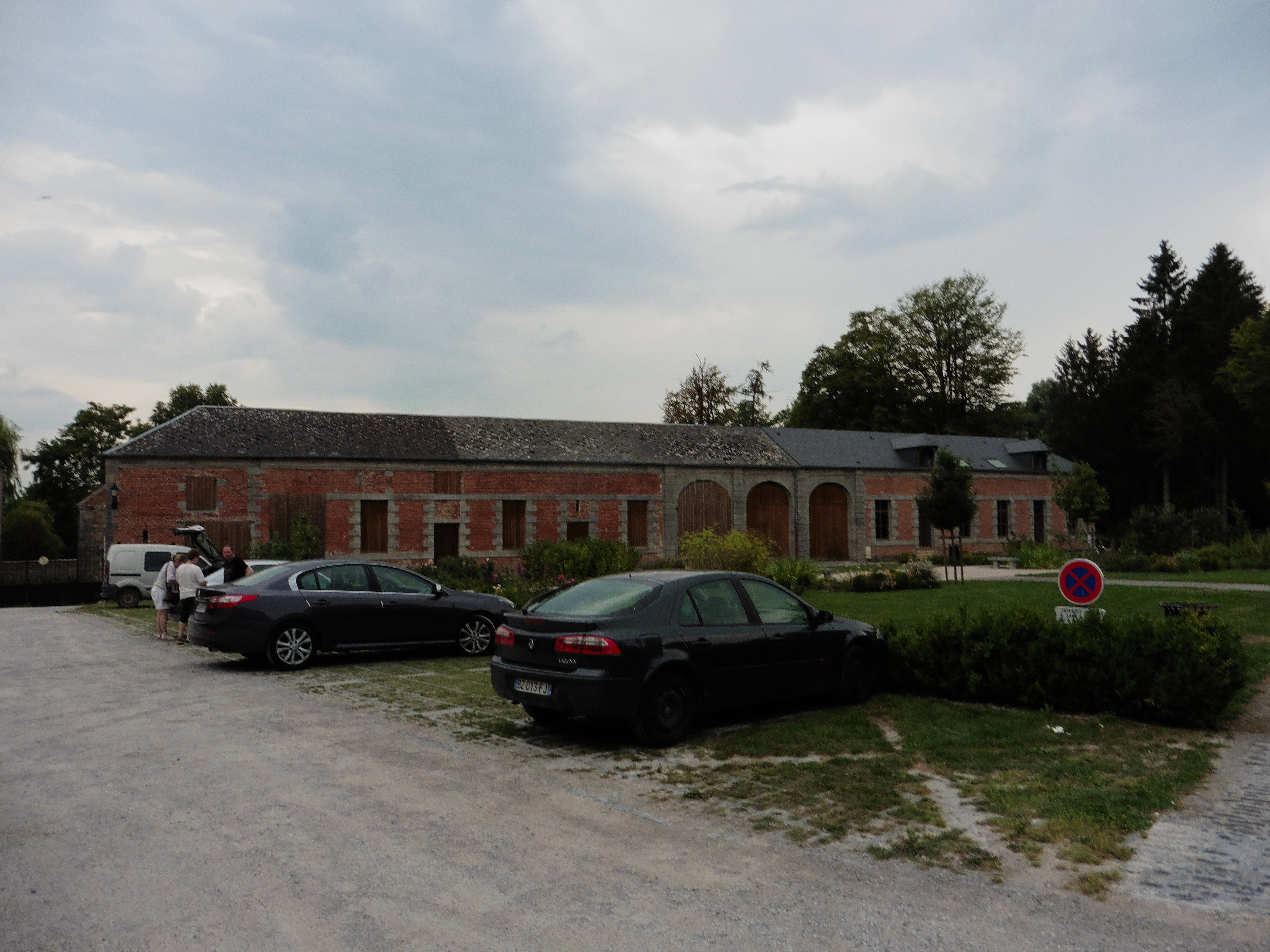
Kloster Lissies
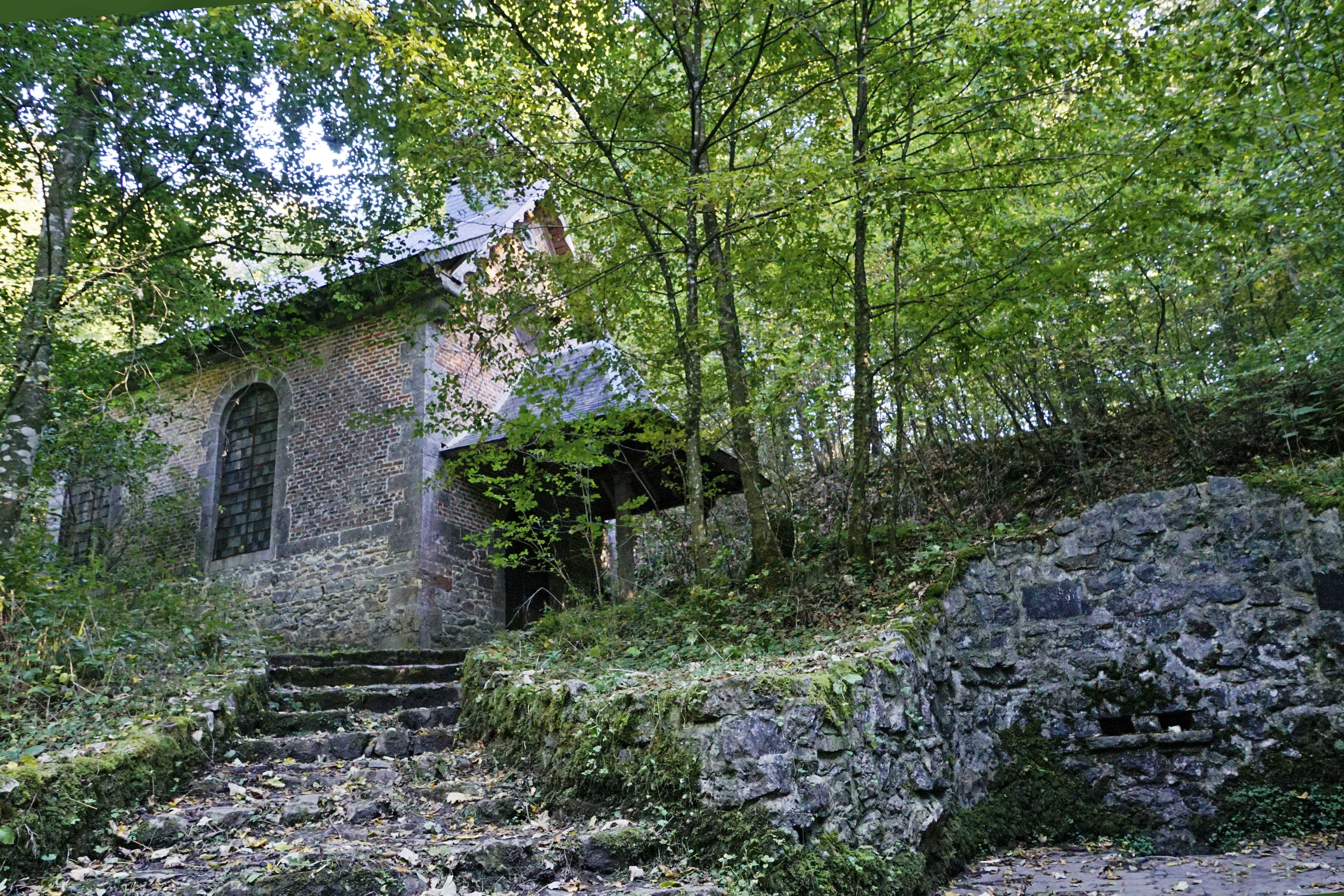
Kapelle Sainte-Hiltrude
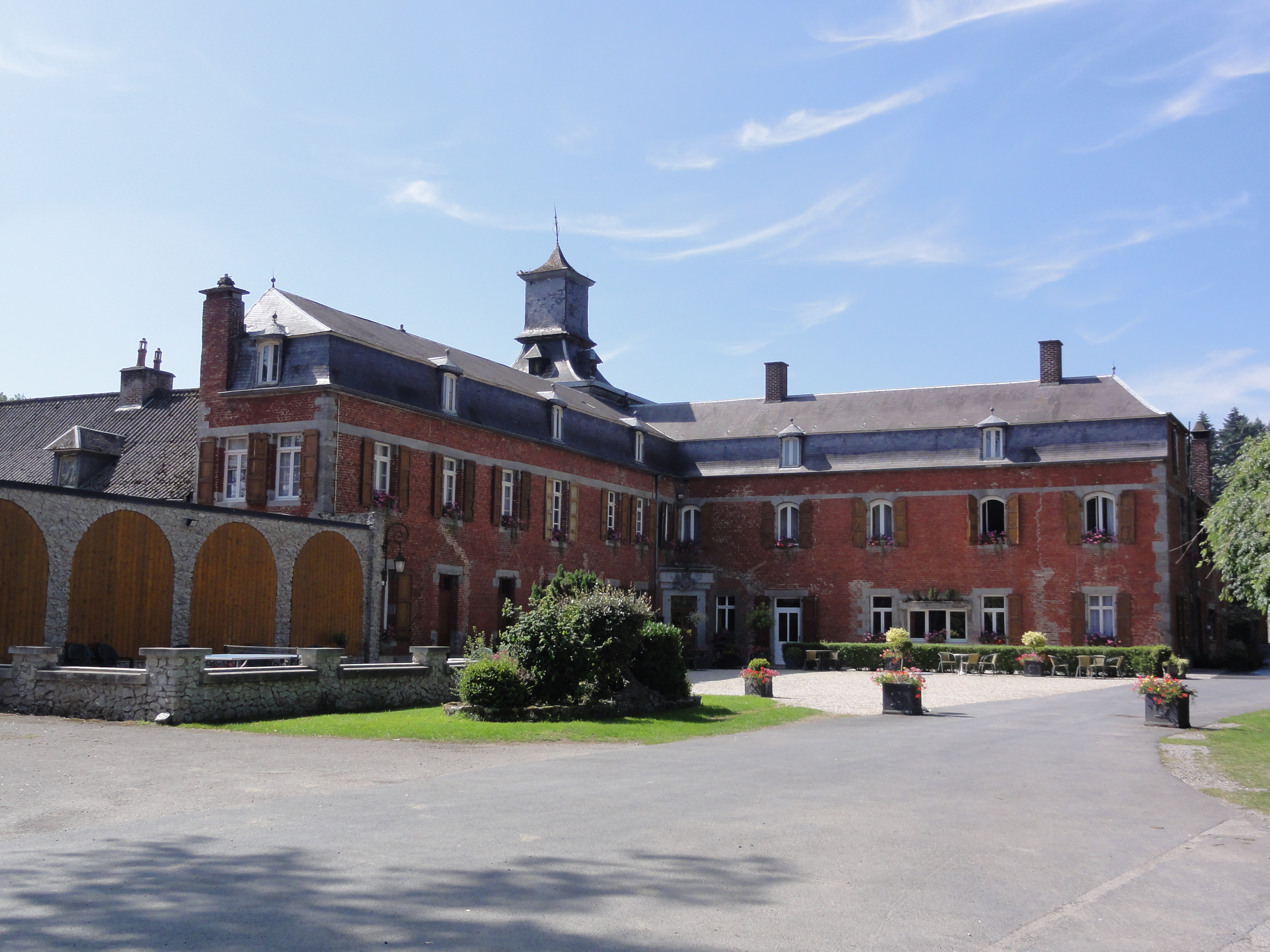
Schloss La Motte
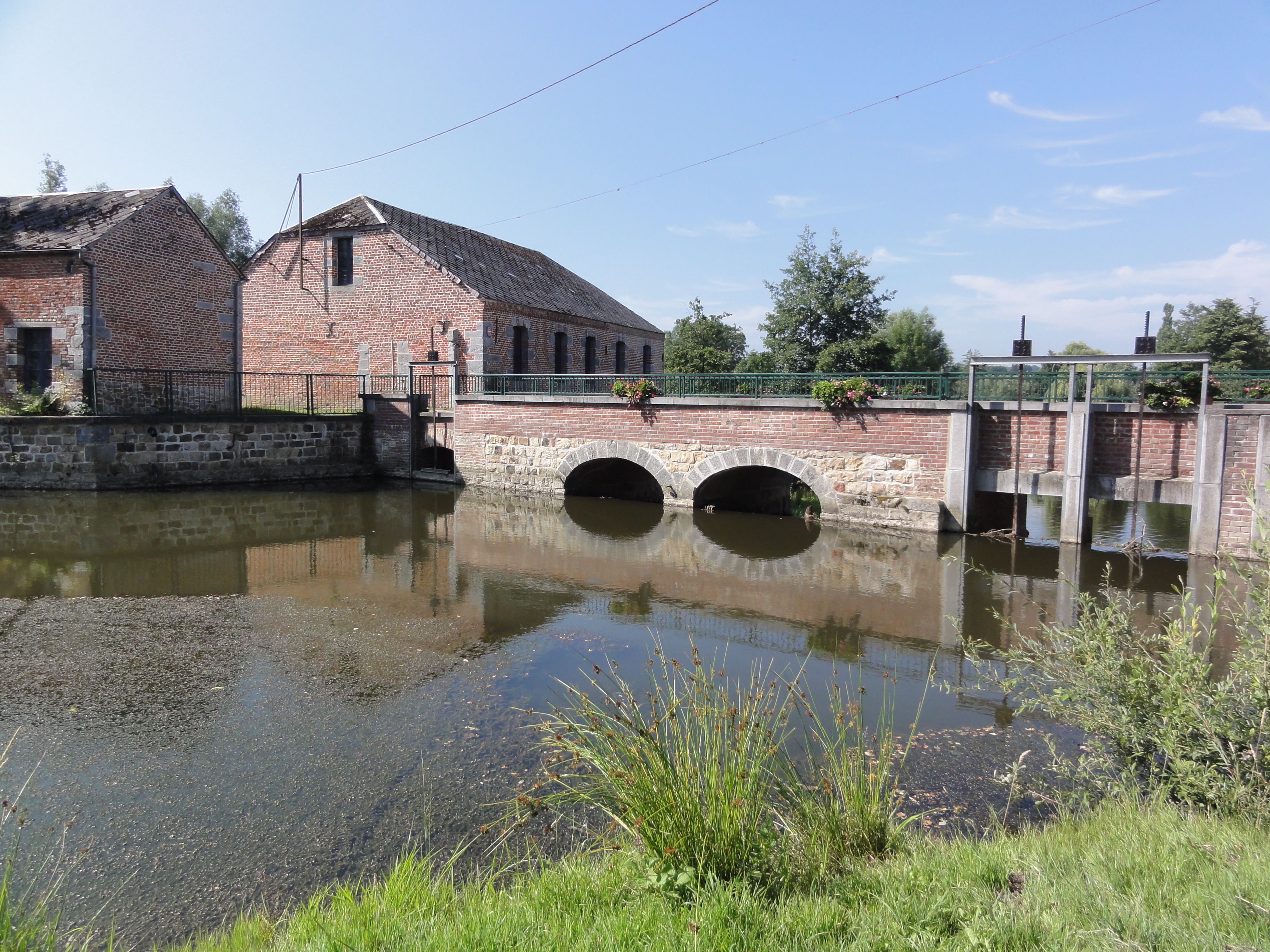
Brücke und Mühle am Helpe Majeure